# True Blood
True Blood és una sèrie de televisió estatunidenca de ciència-ficció i drama creada per Allan Ball i basada en la sèrie de novel·les The Southern Vampire Mysteries de Charlaine Harris. La sèrie mostra la co-existència de vampirs i humans a Bon Temps, un poblet fictici de Louisiana (EUA).
La sèrie s'emet a la cadena HBO als Estats Units. Està produïda per HBO en associació amb la companyia d'Alan Ball, Your Face Goes Here Entertainment. La seva emissió va començar el 7 de setembre del 2008. S'han emes set temporades de la sèrie.

## Argument
Després de la invenció de la sang sintètica, els vampirs han passat de ser uns llegendaris monstres a ser a uns ciutadans nocturns. Sookie Stackhouse (Anna Paquin) és una cambrera amb poders telepàtics que treballa en un xicotet bar a Bon Temps, un poble de Louisiana, que pertany a Sam Merlotte (Sam Trammell). Una nit, Sookie coneix a Bill Compton (Stephen Moyer), un vampir de 173 anys que ha tornat a Bon Temps, ja que allí era on vivia el seu últim parent. Com no pot escoltar els seus pensaments, troba fàcil estar amb ell i estableixen una relació.

## Llista de personatges

### Principals

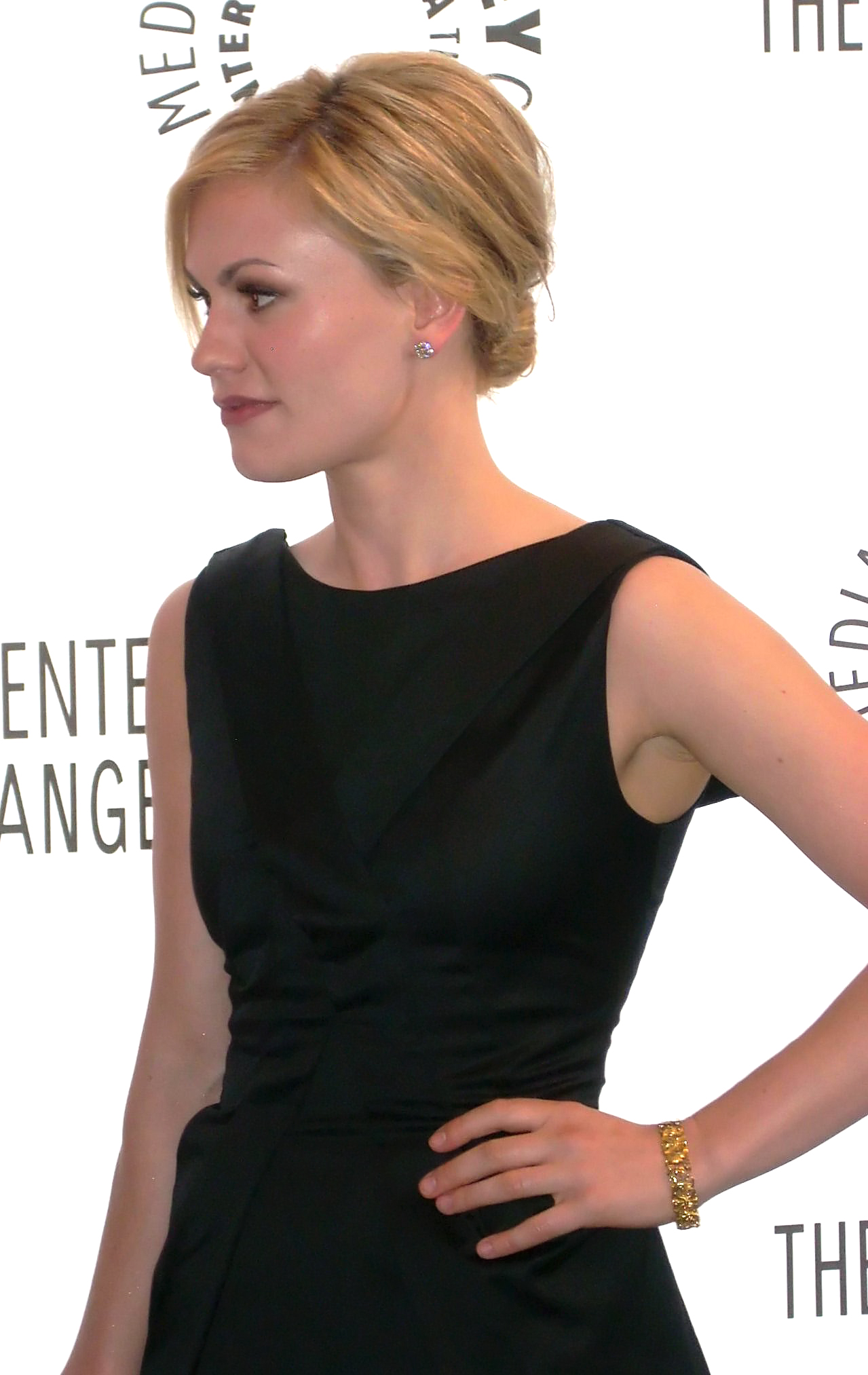
Anna Paquin

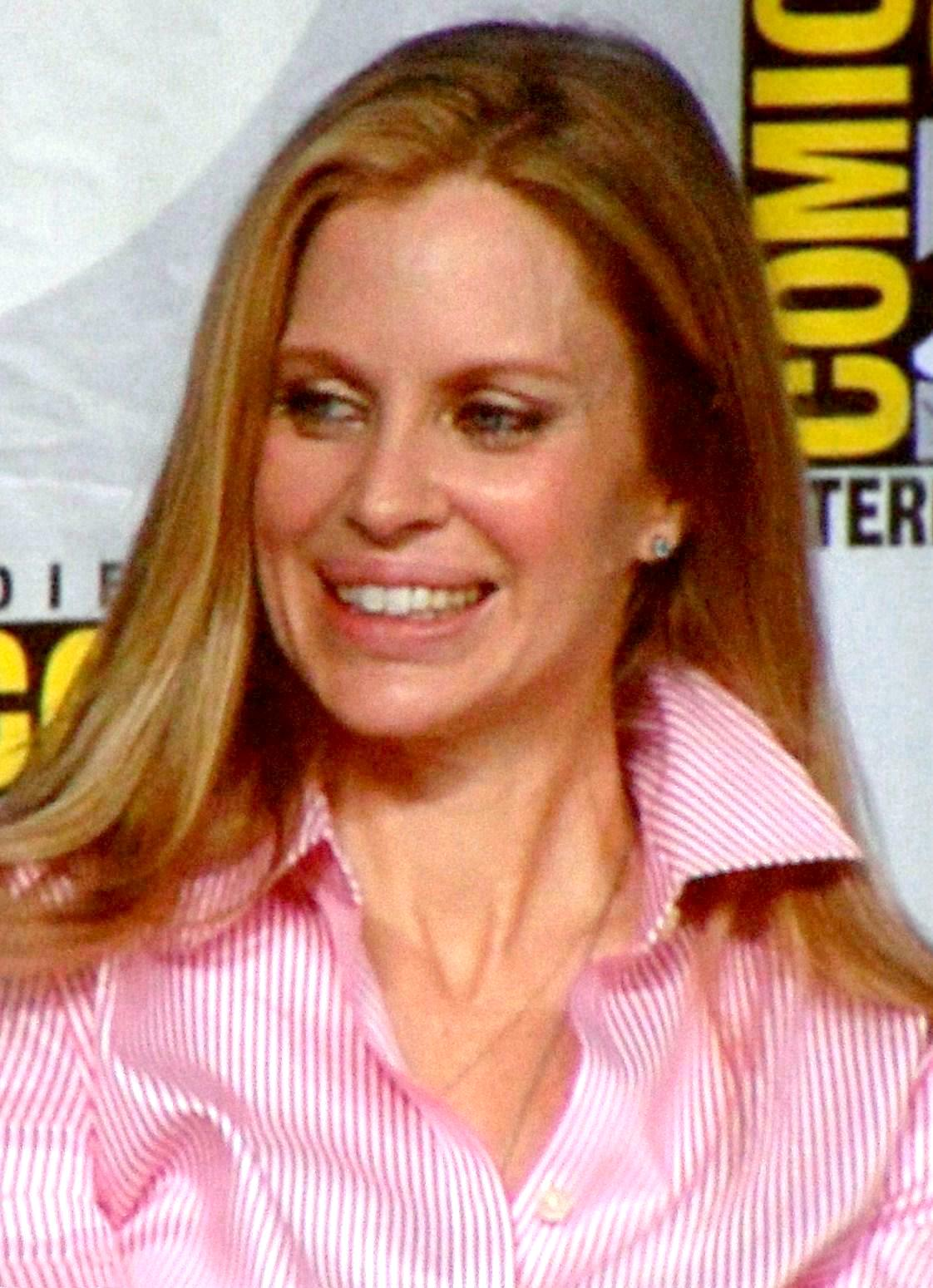
Kristin Bauer

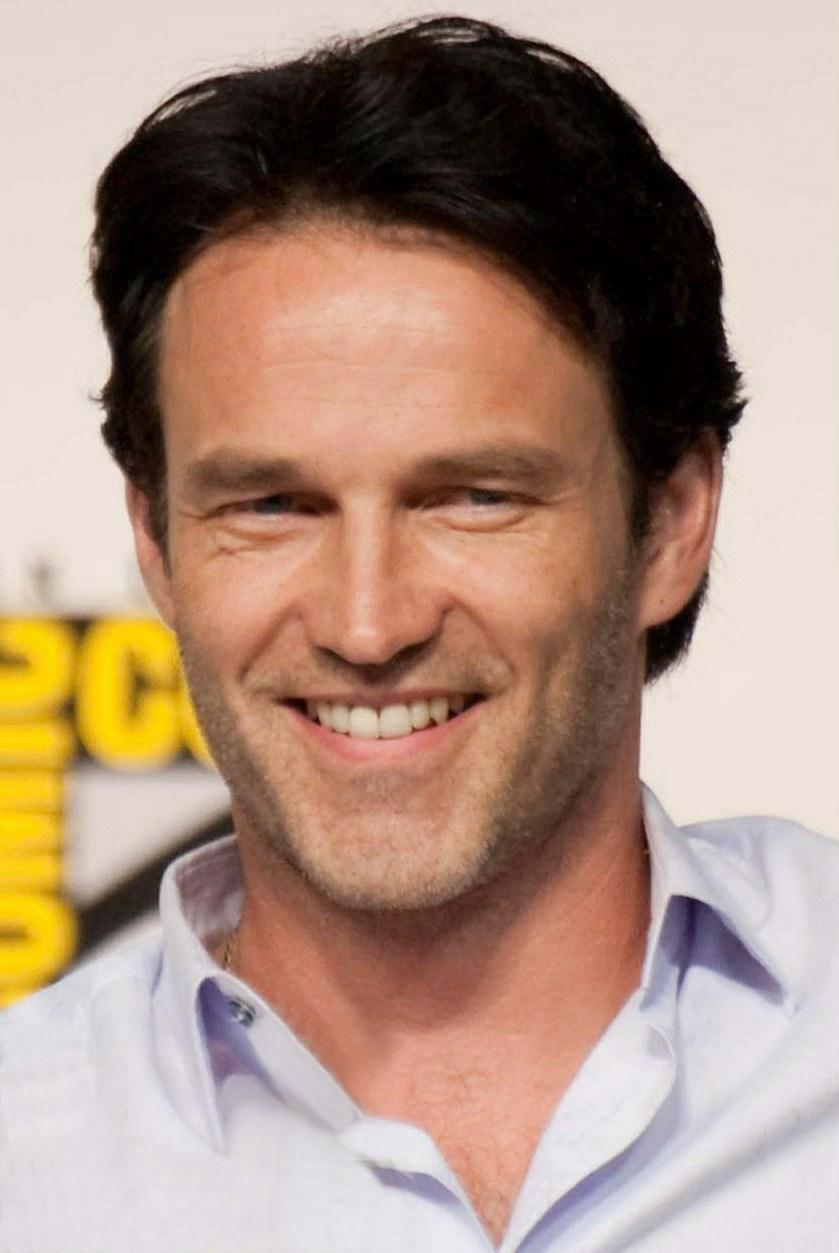
Stephen Moyer

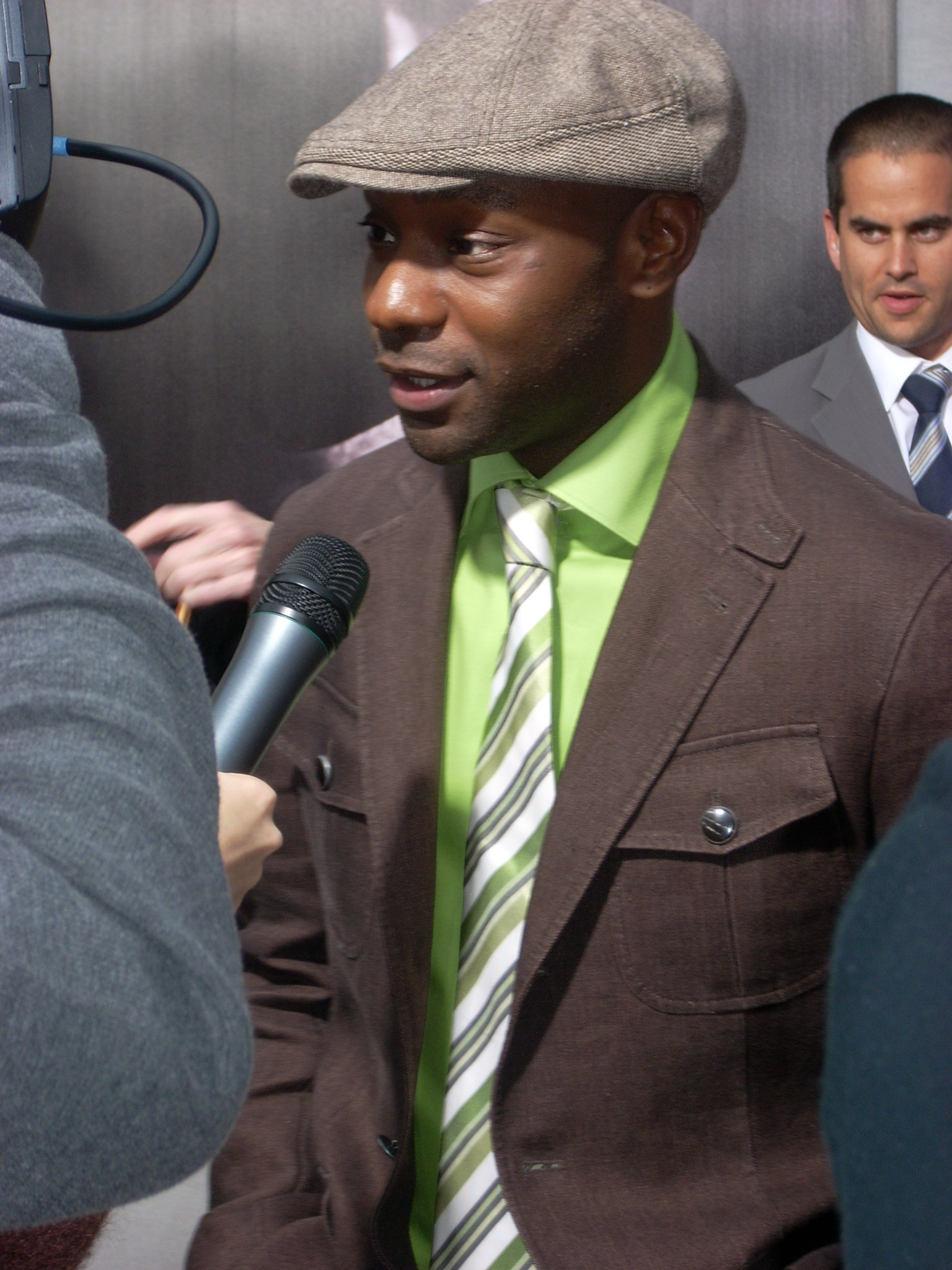
Nelsan Ellis

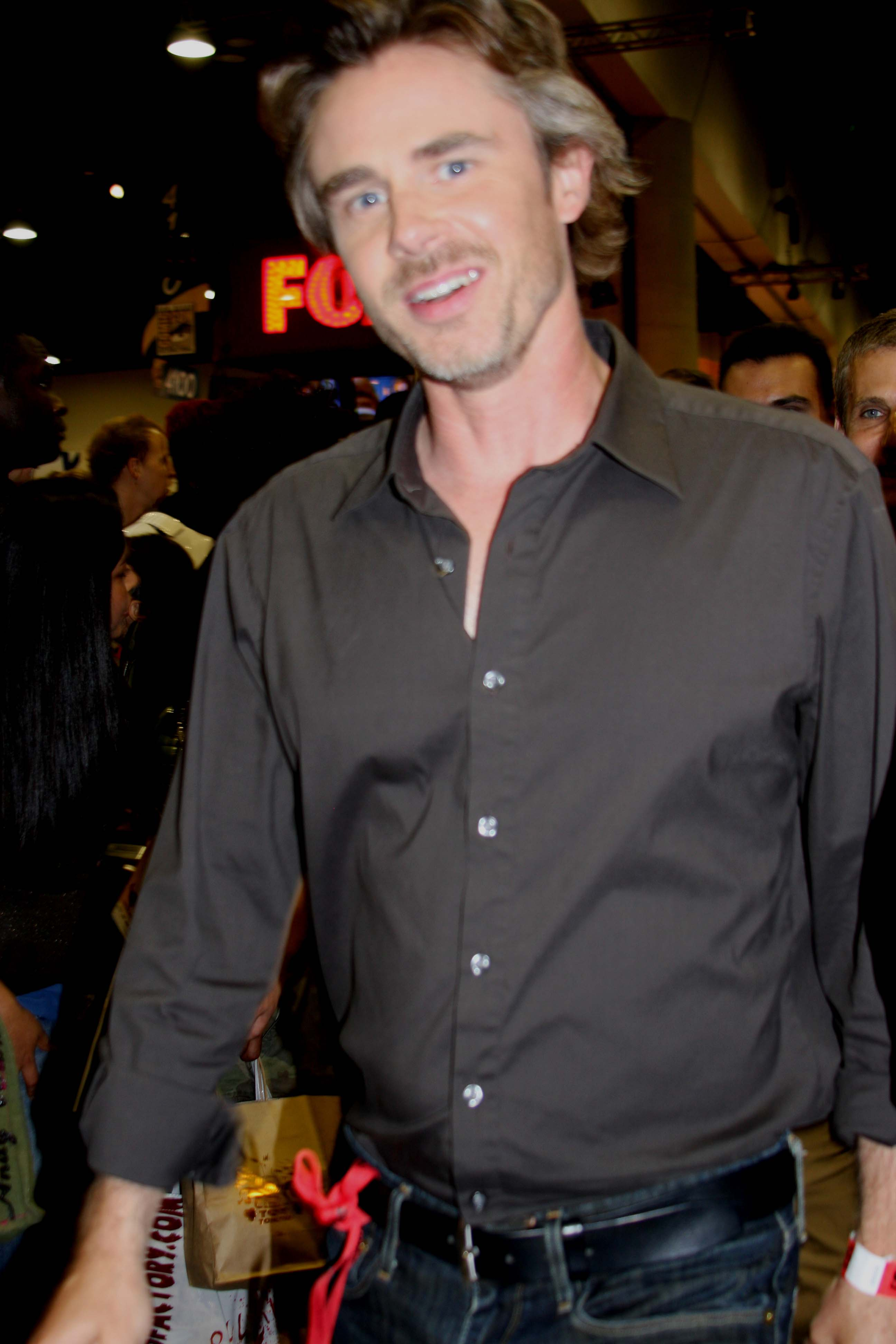
Sam Trammell

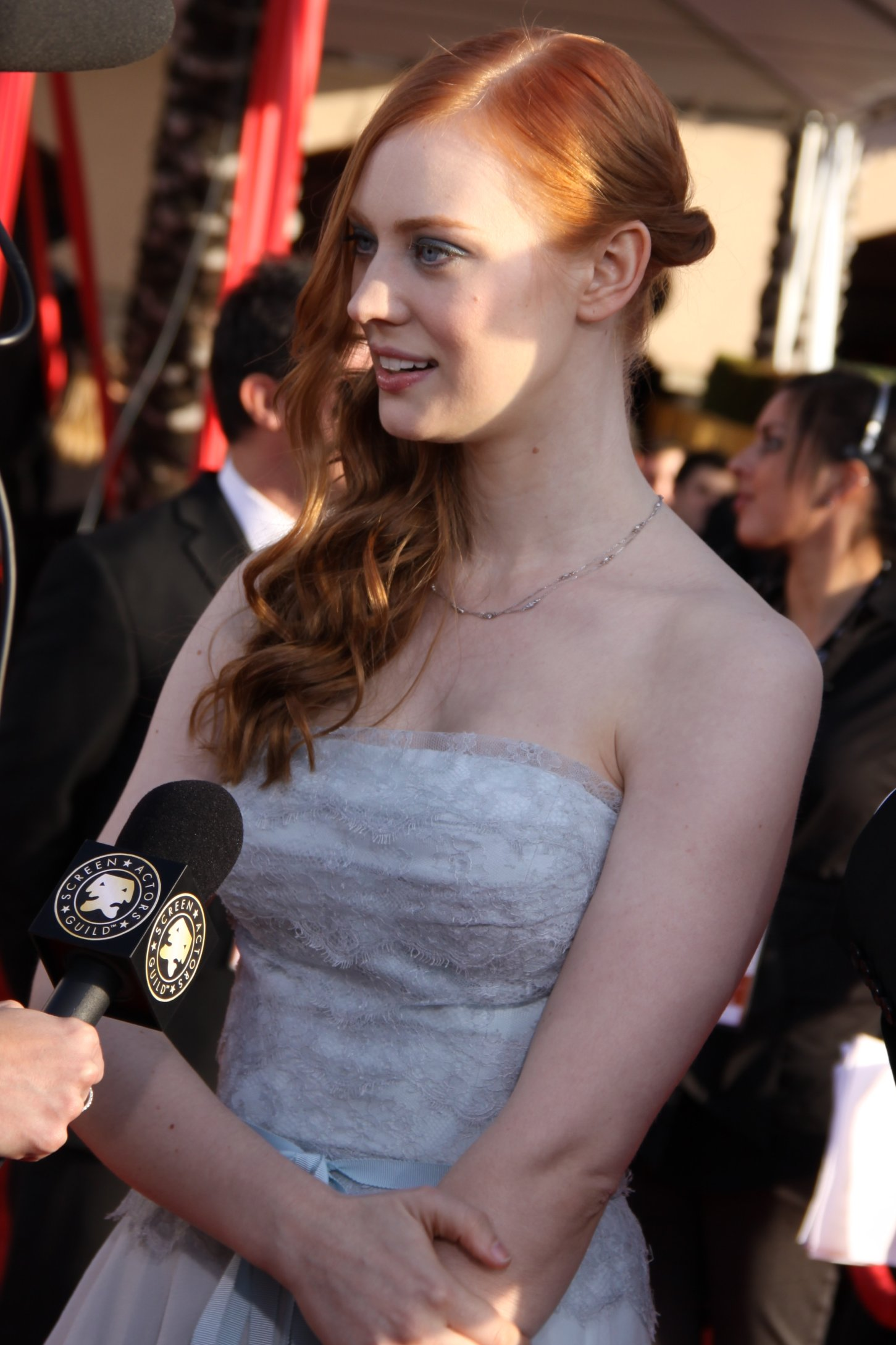
Deborah Ann Woll

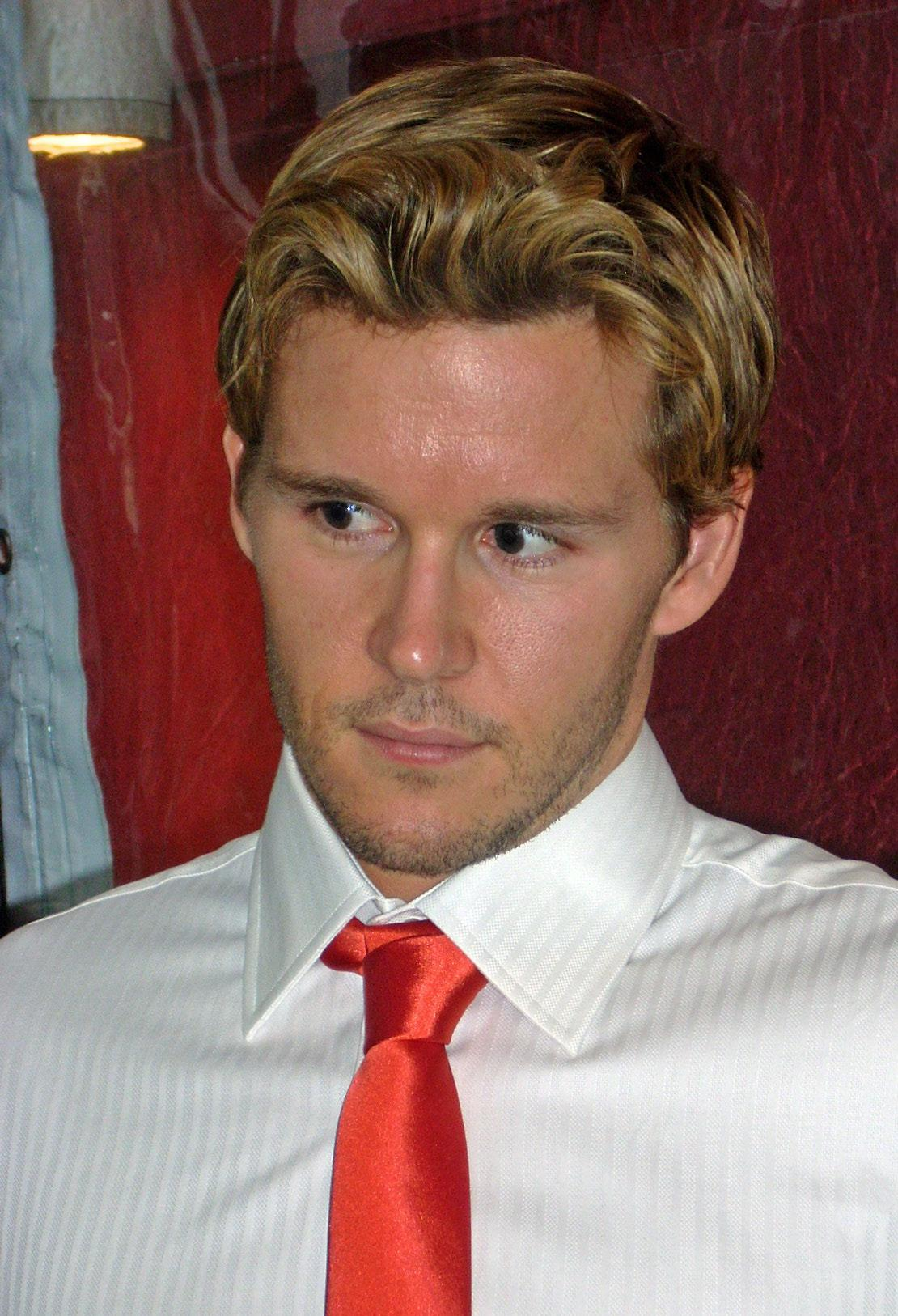
Ryan Kwanten

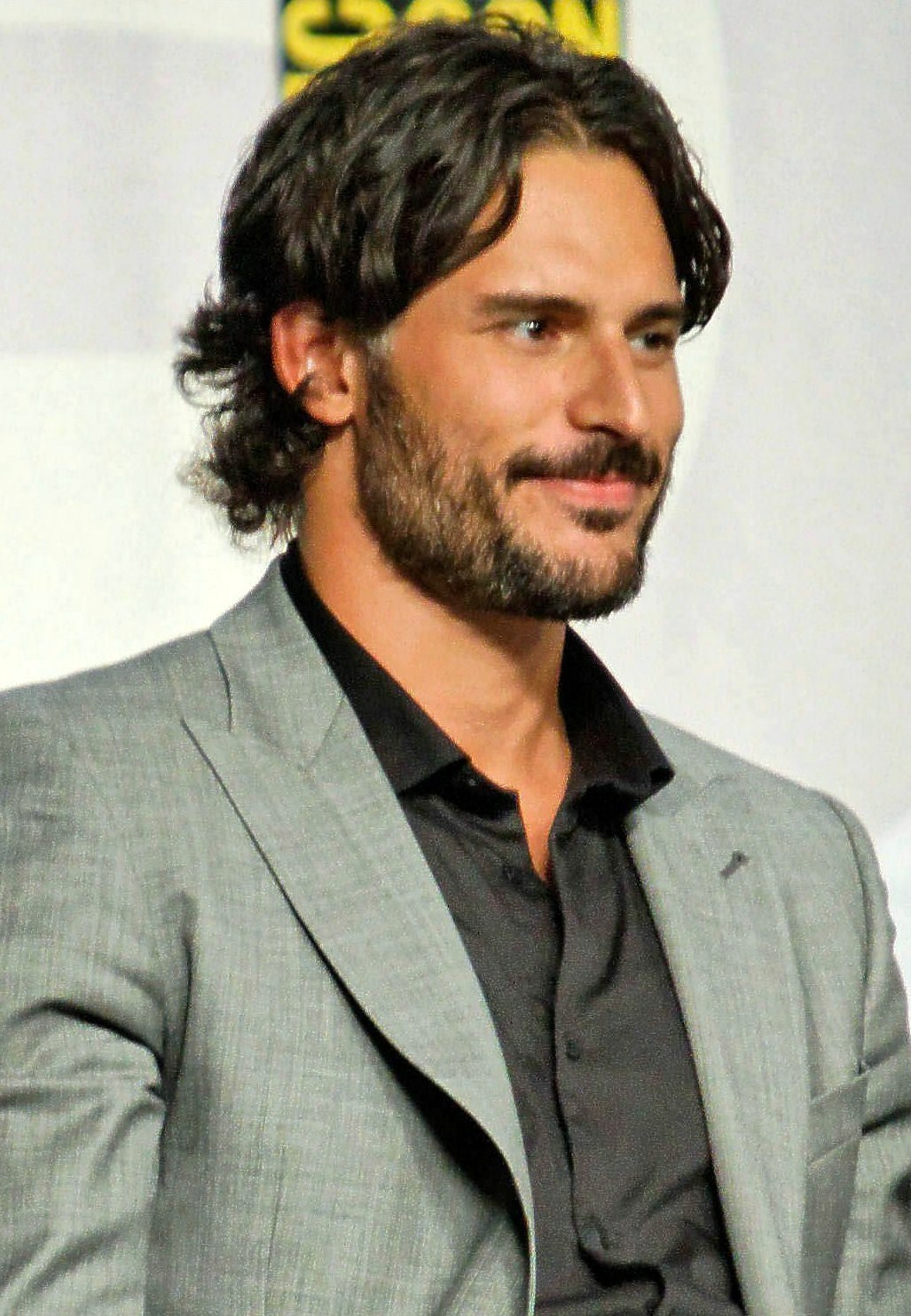
Joe Manganiello

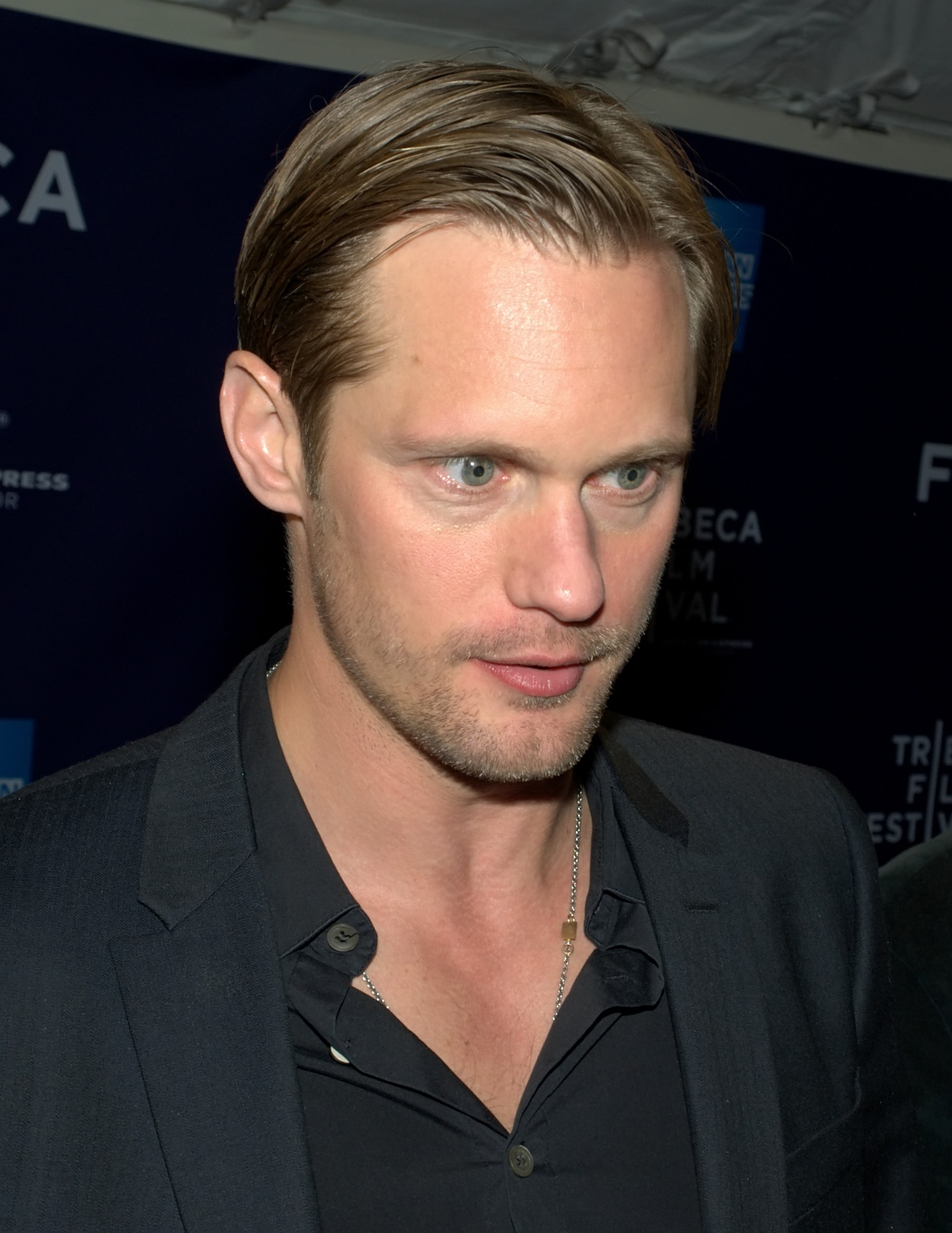
Alexander Skarsgård

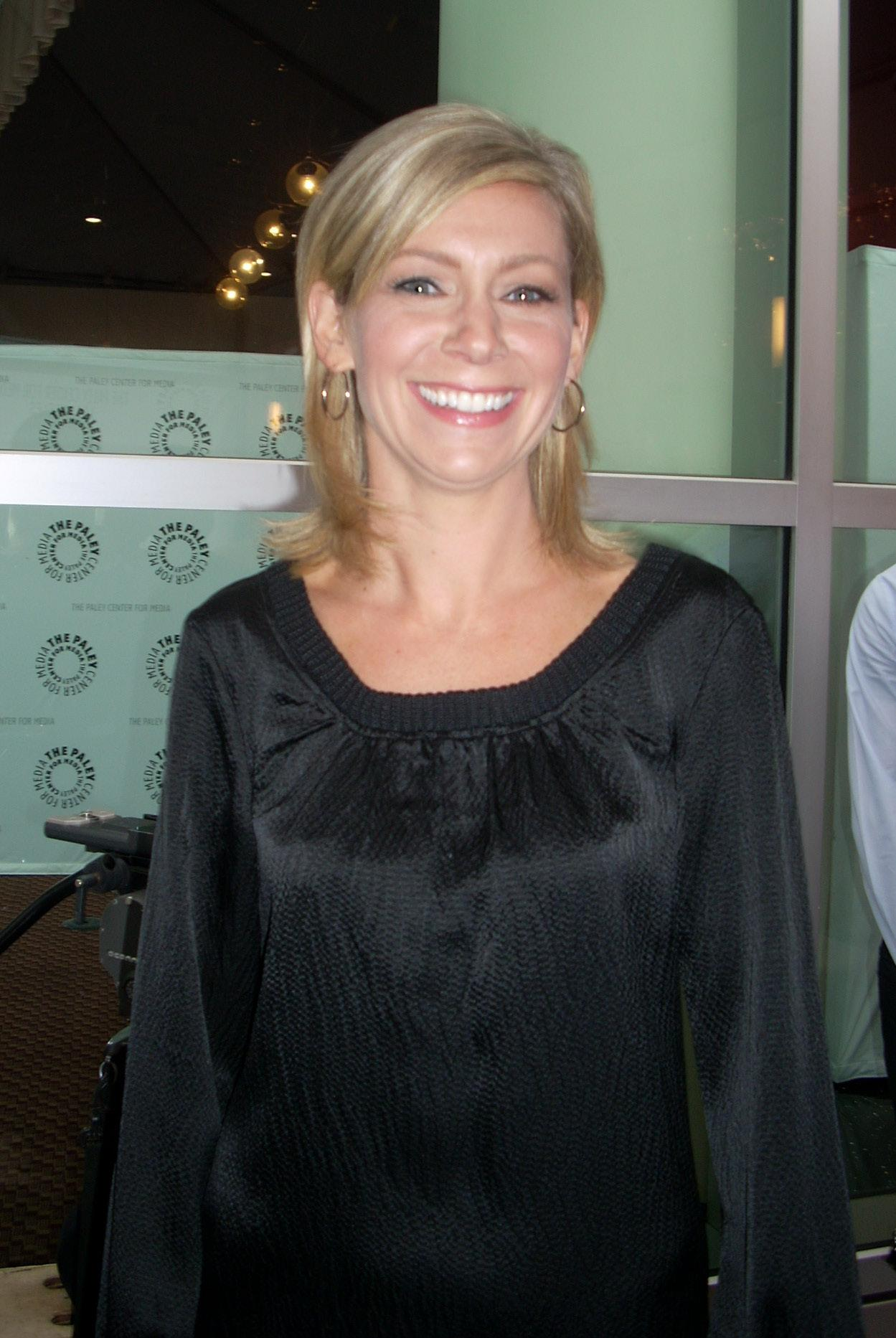
Carrie Preston

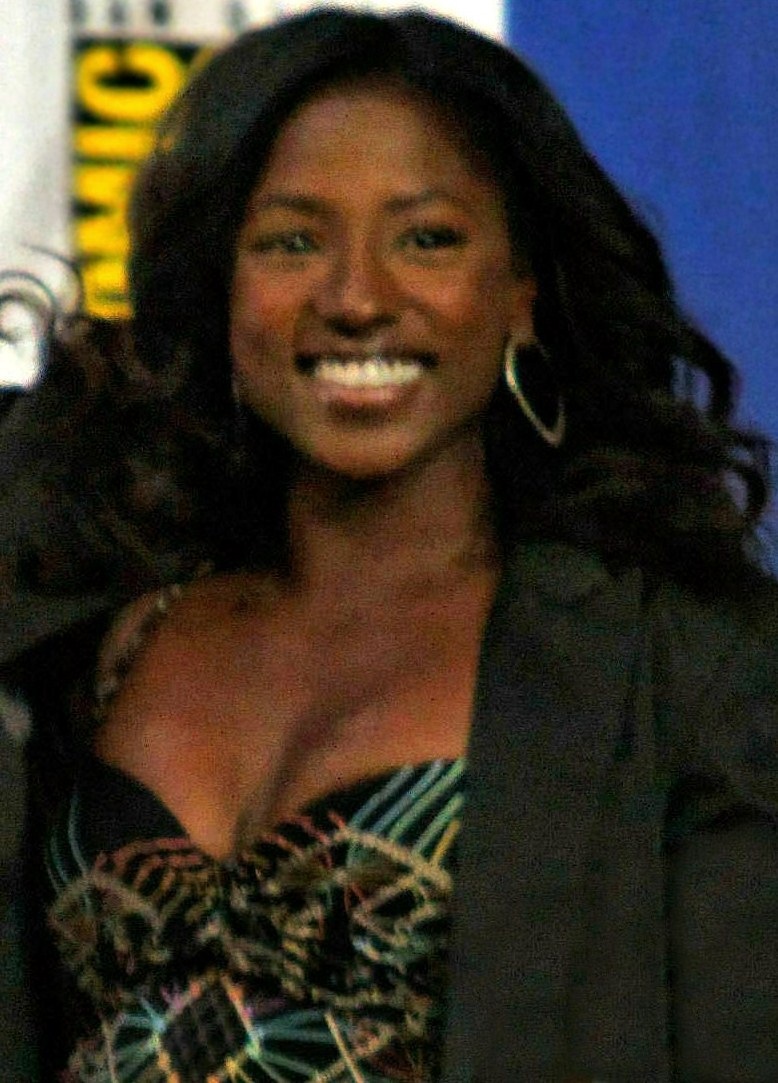
Rutina Wesley

| Actor/actriu        | Personatge         | Temporades      |
| ------------------- | ------------------ | --------------- |
| Anna Paquin         | Sookie Stackhouse  | 1, 2, 3, 4,5,6. |
| Stephen Moyer       | Bill Compton       | 1, 2, 3, 4.     |
| Sam Trammell        | Sam Merlotte       | 1, 2, 3, 4.     |
| Ryan Kwanten        | Jason Stackhouse   | 1, 2, 3, 4.     |
| Rutina Wesley       | Tara Thornton      | 1, 2, 3, 4.     |
| Alexander Skarsgård | Eric Northman      | 1, 2, 3, 4.     |
| Nelsan Ellis        | Lafayette Reynolds | 1, 2, 3, 4.     |
| Deborah Ann Woll    | Jessica Hamby      | 1, 2, 3, 4.     |
| Kristin Bauer       | Pam Ravenscroft    | 1, 2, 3, 4.     |
| Joe Manganiello     | Alcide Herveaux    | 3, 4.           |

### Secundaris
| Actor/actriu      | Personatge                | Temporades  |
| ----------------- | ------------------------- | ----------- |
| Chris Bauer       | Detective Andy Bellefleur | 1, 2, 3, 4. |
| Carrie Preston    | Arlene Fowler             | 1, 2, 3, 4. |
| Jim Parrack       | Hoyt Fortenberry          | 1, 2, 3, 4. |
| William Sanderson | Sheriff Bud Dearborne     | 1, 2, 3.    |
| Todd Lowe         | Terry Bellefleur          | 1, 2, 3.    |
| Adina Porter      | Lettie Mae Thornton       | 1, 2, 3.    |
| Michael McMillian | Steve Newlin              | 1, 2, 3.    |
| Anna Camp         | Sarah Newlin              | 1, 2.       |
| Evan Rachel Wood  | Reina Sophie-Ann          | 2, 3.       |
| Wes Brown         | Luke McDonald             | 2.          |
| Brit Morgan       | Debbie Pelt               | 3.          |
| Denis O'Hare      | Rey Russell Edgington     | 3.          |
| J. Smith-Cameron  | Melinda Mickens           | 3.          |
| Cooper Huckabee   | Joe Lee Mickens           | 3.          |
| Lindsay Pulsipher | Crystal Norris            | 3.          |
| Kevin Alejandro   | Jesús Velasquez           | 3, 4.       |
| Alfre Woodard     | Ruby Jean Reynolds        | 3.          |
| Marshall Allman   | Tommy Mickens             | 3.          |

### Morts
| Actor/actriu          | Personatge                | Temporades |
| --------------------- | ------------------------- | ---------- |
| Michael Raymond-James | Rene Lenier/Drew Marshall | 1, 3       |
| Raoul Trujillo        | Malasombra                | 1          |
| Lynn Collins          | Dawn Green                | 1          |
| Lizzy Caplan          | Amy Burley                | 1          |
| Lois Smith            | Adele Hale Stackhouse     | 1          |
| Stephen Root          | Eddie Gautier             | 1          |
| Danielle Sapia        | Maudette Pickens          | 1          |
| Andrew Rothenberg     | Malcolm                   | 1          |
| Graham Shiels         | Liam                      | 1          |
| Aunjanue Ellis        | Diane                     | 1          |
| James Jean Parks      | Mack Rattray              | 1          |
| Karina Logue          | Denise Rattray            | 1          |
| Cheyenne Wilbur       | Tío Bartlett              | 1          |
| Michelle Forbes       | Maryann Forrester         | 1, 2       |
| Mehcad Brooks         | "Eggs" Benedict Talley    | 1, 2       |
| Ashley Jones          | Daphne Landry             | 2          |
| Allan Hyde            | Godric                    | 2, 3       |
| James Frain           | Franklin Mott             | 3          |
| Mariana Klaveno       | Lorena                    | 2, 3       |
| Grant Bowler          | Cooter                    | 3          |
| Theo Alexander        | Talbot                    | 3          |

## Recepció
Les crítiques a True Blood són en general favorables, encara que al principi de l'emissió de la sèrie eren bastant mixtes. La crítica del New York Post del primer episodi deia: "Si el primer capítol de la nova sèrie de HBO és com els altres, hi haurà incomptables morts – especialment entre els caçadors de vampirs i els espectadors que els estimen – perquè tots hauran mort d'avorriment."
En finalitzar la primera temporada, True Blood tenia una puntuació de 64 punts en Metacritic. La segona temporada millorà la seua puntuació aconseguint una puntuació de 74 punts. I al final de la tercera temporada, la puntuació de True Blood en Metacritic havia incrementat fins als 79 punts.